# Selo (gmina Sežana)
Selo – wieś w Słowenii, w gminie Sežana. W 2018 roku liczyła 11 mieszkańców.